# Hemigasteraceae
Hemigasteraceae es una familia de hongos en el orden Agaricales. La familia es monotípica, y solo contienen al género Hemigaster, el cual a su vez solo contiene a la especie H. candidus.